# كلوفر ستوديو
كلوفر ستوديو (Clover Studio) كان استوديو ياباني لتطوير ألعاب الفيديو مملوك لشركة كابكوم. تأسس عام 2004 وأغلق عام 2007. من أشهر أعضائه السابقين شينجي ميكامي، اتسوشي انابا وهيداكي كاميا الذين انتقلوا للعمل في بلاتينيوم جيمز.

## ألعابه
- Viewtiful Joe
- Viewtiful Joe
- Viewtiful Joe 2
- Viewtiful Joe: Red Hot Rumble
- Viewtiful Joe: Double Trouble!
- Viewtiful Joe: Red Hot Rumble'
- أوكامي
- جود هاند